# Poľana (szczyt)
Poľana (1458 m n.p.m.) – szczyt górski w środkowej Słowacji, najwyższa kulminacja masywu górskiego Poľana. Leży kilka kilometrów na północ od miasta Detva.

## Położenie
Wznosi się w południowo-wschodniej części krawędzi kaldery dawnego wielkiego stratowulkanu Polany. Od położonego dalej na południowy zachód szczytu Predná Poľana oddziela ją przełęcz Priehybina (1273 m n.p.m.).

## Geologia
Masyw budują andezytowe wulkanity pochodzące ze środkowego miocenu, które w szeregu miejsc ukazują się na powierzchni w postaci oryginalnych wychodni skalnych.

## Przyroda i jej ochrona
Masyw Poľany porośnięty jest w całości lasami. W całości znajduje się w granicach Obszaru Chronionego Krajobrazu Poľana. Zachodnie zbocza szczytu, opadające ku wnętrzu kaldery, a częściowo i stoki wschodnie obejmuje rezerwat przyrody Zadná Poľana.

## Turystyka
Krawędzią kaldery przez szczyt Poľany biegną czerwone  znaki dalekobieżnego szlaku turystycznego pod nazwą Rudná magistrála. Skalisty wierzchołek jest porośnięty świerkami, stąd dostarcza jedynie fragmentarycznych, lecz bardzo dalekich widoków. Znany hotel górski „Poľana” znajduje się już na południowych stokach Prednej Poľany.